# Piyawat Petra
Piyawat Petra (thailändisch ปิยวัฒน์ เปตรา; * 15. März 2005) ist ein thailändischer Fußballspieler.

## Karriere
Piyawat Petra erlernte das Fußballspielen in der Jugendmannschaft von Buriram United in Buriram. Hier unterschrieb er im Juli 2023 auch seinen ersten Vertrag. Der Verein spielt in der ersten Liga, der Thai League. Sein Erstligadebüt gab Chotmuangpak am 15. September 2023 (4. Spieltag) im Heimspiel gegen den Trat FC. Bei dem 4:0-Erfolg wurde er in der 78. Minute für Ramil Şeydayev eingewechselt. Am Ende der Saison 2023/24 feierte er mit Buriram die Meisterschaft. Mit dem U23-Team von Buriram nahm er 2024 an der U23-Meisterschaft teil. Hier belegte man am Ende der Spielzeit den zweiten Tabellenplatz. Im Januar 2025 wechselte er auf Leihbasis nach Kanchanaburi zum Zweitligisten Kanchanaburi Power FC. Am Ende der Saison 2024/25 belegte er mit dem Verein den vierten Tabellenplatz und qualifizierte sich somit für die Play-off-Spiele zur ersten Liga. Im Halbfinale konnte man sich gegen den fünftplatzierten Mahasarakham SBT FC durchsetzen. Im Finale traf man auf den Phrae United FC. Das Hinspiel im eigenen Stadion gewann man mit 3:2. Das Rückspiel endete 2:2. Kanchanaburi gewann mit insgesamt 5:4 und stieg somit in die erste Liga auf.

## Erfolge
Buriram United
- Thailändischer Meister: 2023/24

Buriram United U23
- Thailändischer U23-Vizemeister: 2024